# 남해 보리암 삼층석탑
남해 보리암 삼층석탑(南海 菩提庵 三層石塔)은 대한민국 경상남도 남해군 상주면 상주리, 보리암에 있는 고려시대의 삼층석탑이다.
1974년 2월 16일 경상남도의 유형문화재 제74호 보리암전삼층석탑으로 지정되었다가, 2018년 12월 20일 현재의 명칭으로 변경되었다.

## 개요
보리암이라는 암자와 가까운 남해금산 꼭대기에 자리하고 있어, '보리암전삼층석탑'이라 불리고 있는 3층 석탑으로, 주변의 경치가 너무나 빼어나 더욱 유명해졌다.
2층 기단(基壇) 위에 3층으로 이루어진 탑신(塔身)을 놓고 머리장식을 얹은 일반적인 모습이다. 아래층 기단의 각 면에는 2개씩의 안상(眼象)을 얕게 조각하였다. 위층 기단은 아래층에 비해 폭이 크게 줄었다. 탑신의 몸돌 각 면에는 모서리마다 기둥을 가지런히 새겼다. 지붕돌은 밑면의 받침이 3단씩이고, 처마는 직선을 유지하다 네 귀퉁이로 갈수록 두툼해지면서 위로 솟았다. 꼭대기에는 보주(寶珠:구슬모양의 장식)만 남아 머리장식을 하고 있다.
허태후(김수로의 왕비)가 인도에서 가져온 사리를 원효대사가 이곳에 모셔 두었다 하나, 두꺼운 지붕돌 과 3단의 지붕돌받침 등으로 보아 고려시대의 탑으로 추정된다.

## 같이 보기
- 보리암

## 참고 자료
- 남해 보리암 삼층석탑 - 국가유산청 국가유산포털